# منتخب غانا لكرة قدم الصالات
منتخب غانا لكرة قدم الصالات (بالإنجليزية: Ghana national futsal team) هو ممثل غانا الرسمي في المنافسات الدولية في كرة الصالات.